# 石井浩介
石井 浩介（いしい こうすけ、1958年 - 2009年）は、日本の学者。スタンフォード大学教授。

## 人物・生涯
1980年上智大学理工学部機械工学科卒業。1982年、スタンフォード大学機械工学科修士号取得、1983年東京工業大学制御工学専攻修士課程修了、同年東芝府中工場発電制御開発課入社、1987年スタンフォード大学機械工学科博士号取得、スタンフォード大学機械工学科准教授のち、教授就任。
2001年、スイス連邦工科大学ローザンヌ校客員教授。 スタンフォード大学の Philip Barkan教授から引き継いだ生産性設計(Design for Manufacturing)の講座から出発し、それを『価値づくり設計』に発展させた。